# Rhomboplites
Rhomboplites is een monotypisch geslacht van straalvinnige vissen uit de familie van snappers (Lutjanidae). Het geslacht is voor het eerst wetenschappelijk beschreven in 1862 door Gill.

## Soorten
De volgende soorten zijn bij het geslacht ingedeeld:
- Rhomboplites aurorubens (Cuvier, 1829)